# Ústava Ukrajiny
Ústava Ukrajiny (ukrajinsky Конституція України) je základní zákon Ukrajiny. Byl přijat na pátém zasedání Vrchní rady Ukrajiny 315 hlasy z 450 poslanců 28. června 1996. Nová ústava tak nahradila dosavadní ústavu Ukrajinské SSR. Od tohoto dne je na Ukrajině 28. červen slaven jako státní svátek Den ústavy Ukrajiny.
Dodatky jsou z roku 2004 (zrušeny v r. 2010 a znovuzavedeny r. 2014) a 2019.